# Helix (группа)
Helix — канадская рок-группа, основанная в 1974 году в Китченере. Вокалист Брайан Воллмер — один из основателей и единственный бессменный участник коллектива со дня его основания.
Начиная с 1979 года, когда был выпущен дебютный студийный альбом и заканчивая сегодняшним днём, коллектив выпустил 13 студийных (из которых 2 стали платиновыми и 2 золотыми в Канаде) альбомов, 2 мини-альбома, 3 концертных альбома и порядка 30 синглов.

## История
Коллектив был основан в 1974 году, в канадском городе Китченер. Основателями группы являлись Брайан Воллмер, барабанщик Брюс Арнольд и гитаристы Рон Ватсон и Рик Трембли. Изначально коллектив некоторое время носил название The Helix Field Band, однако позднее, название было сокращенно до Helix.
В 1980 году, музыканты отправились в гастроли по Техасу, посетив ряд американских городов: Хьюстон, Даллас, Амарилло, Сан-Антонио. Участники группы вспоминают, что в тот период они играли по 6-7 ночей в неделю.
Годом позже выходит 2-й студийник коллектива под названием White Lace & Black Leather, принесший музыкантам первую знаменитость и будучи реализованным в количестве более 10 000 копий. В этом году, группа также совершила крупное турне по Канаде, объехав её «от побережья до побережья».
В июле 1984 года был выпущен альбом Walkin' the Razor's Edge, который стал первой работой группы, получившей платиновый статус у себя на родине, будучи реализованной в количестве более 100 000 копий в Канаде и порядка 400 000 копий в США. 1 октября альбом стал золотым, а ровно через месяц — платиновым.
Осенью 1985 года выходит 5-й студийный альбом Long Way to Heaven, который повторил и закрепил успех предыдущего и также получивший статус платинового в Канаде. Помимо работы в студии, в этом же году, группа отправилась в концертное турне по США, где выступала вместе с такими коллективами как Accept и Keel, а в конце года проведя около месяца в турне вместе с Krokus и W.A.S.P.. Помимо этого, 1985 год также ознаменовался первыми в истории группы концертами в Северной Европе, в частности, в Швеции, где данный альбом достиг 14-й позиции в чартах и пробыл в них 4 недели.
5 июля 1992 года, в возрасте 38 лет трагически погиб один из гитаристов коллектива Пол Хекмен. Последний альбом, на котором он сыграл, был Back for Another Taste (1990).

## Дискография

### Студийные альбомы
- Breaking Loose (1979)
- White Lace & Black Leather (1981)
- No Rest for the Wicked (1983)
- Walkin’ the Razor’s Edge (1984)
- Long Way to Heaven (1985)
- Wild in the Streets (1987)
- Back for Another Taste (1990)
- It’s a Business Doing Pleasure (1993)
- Rockin’ in My Outer Space (2004)
- The Power of Rock and Roll (2007)
- A Heavy Mental Christmas (2008)
- Vagabond Bones (2009)
- Bastard of the Blues (2014)
- Old School (2019)

### Мини-альбомы
- Get Up! (2006)
- Skin in the Game (2011)

### Концертные альбомы
- Live at the Marquee (1984)
- half-ALIVE (1998)
- Live! in Buffalo (2001)

### Компиляции
- Over 60 minutes with... (1989)
- The Early Years (1991)
- Deep Cuts: the Best Of (1999)
- B-Sides (1999)
- Never Trust Anyone Over 30 (2004)
- Rockin' You for 30 Years (2004)
- Smash Hits...Unplugged! (2010)
- Best of 1983-2012 (2013)

## Кавер-версии песен
Американской хард-рок группой Van Zant в 1985 году был записан кавер на песню Does A Fool Ever Learn. Кавер вошёл на единственный одноимённый альбом коллектива.
Немецкой хэви-метал группой Empire в 1996 году записан кавер на песню Wrong Side of Bed. Кавер вошел на демо под названием Return to Fantasy.

## Составы

### Текущий состав
- Брайан Воллмер — вокал (1974-наши дни)
- Крис Джулк — электрогитара (2014-наши дни)
- Дерил Грей — бас-гитара (1984—2002, 2009-наши дни)
- Грег Хайнц — ударные (1982—1996, 2009-наши дни)

### Бывшие участники
- Брюс Арнольд — ударные
- Рон Ватсон — гитара
- Рик Трембли — гитара
- Брайан Дорнер — ударные
- Шон Сандерс — гитара
- Шон Келли — бас-гитара